# Orquestra Simfònica de la Ràdio d'Ucraïna
L'Orquestra Simfònica de la Ràdio d'Ucraïna (ucraïnès: Симфонічний оркестр Українського радіо, romanitzat: Symfonichnyi orkestr Ukrainskoho radio; anteriorment Orquestra Simfònica NRCU, Симфонічний оркестр НРКУ, Symfonichnyi orkestr NRKU) és l'orquestra de radiodifusió de la ràdio ucraïnesa des de 1929. Ara l'orquestra forma part de l'emissora pública nacional.
La base d'assajos i el principal lloc de concerts de l'orquestra és la Casa d'Enregistrament de la Ràdio Ucraïnesa, situada a Kíiv.

## Història
La recentment creada orquestra del Centre Radiofònic Ucraïnès de l'època, va actuar per primera vegada en públic el 5 d'octubre de 1929, fet que va ser seguit per l'aclamació de la crítica i fins avui es considera un moment important de la història cultural ucraïnesa. Els millors músics de l'antiga capital d'Ucraïna, Járkov, van ser convidats a formar part de l'orquestra dirigida per Yakiv Rozenshteyn. L'orquestra de 45 músics formava part del ràdio-teatre. El seu primer cicle simfònic amb obres de Piotr Ilich Txaikovski va començar poc després de la inauguració, el 14 d'octubre, amb la seva 5a simfonia i 3a suite orquestral.
A causa dels canvis polítics i les transicions internes, l'orquestra es va traslladar a la nova capital d'Ucraïna, Kíiv, i va augmentar el seu número a 60 músics. Aviat es va convertir en l'única orquestra simfònica secundada pel govern que es dedicava exclusivament a la música simfònica, i va continuar amb les transmissions, els concerts públics i els enregistraments per a segells musicals d'Ucraïna i de tot el món. Especialment els seus enregistraments en vídeo van tenir un gran èxit comercial, ja que els concerts es consideraven esdeveniments culturals nacionals i contribuïen als fons de la ràdio ucraïnesa.
Els assoliments de les orquestres en la preservació de la tradició musical d'Ucraïna en particular i d'Europa de l'Est en general, produint més de 10.000 enregistraments d'obres orquestrals, s'han vist recompensats amb la concessió del títol de Col·lectiu d'Honor i l'estatus acadèmic pels seus especials mèrits en el desenvolupament de l'art musical a Ucraïna.
Al llarg dels anys, l'orquestra ha col·laborat amb directors de fama mundial com Mykola Kolessa, Natan Rakhlin, Theodore Kuchar, Aram Gharabekian i molts altres, i ha realitzat gires per tot Europa i Àsia, com Alemanya, Itàlia, França, Espanya, Polònia, Corea del Sud, l'Iran i Algèria.

## Antics directors de l'orquestra
- Yakiv Rozenshteyn
- Herman Adler
- Mykhailo Kanershteyn
- Petro Polyakov
- Kostyantyn Simeonov
- Vadym Gnedash
- Volodymyr Sirenko
- Viatcheslav Blinov
- Volodymyr Sheiko (des del 2005)